# Srđan Srdić
Srđan Srdić (nascido em 3 de novembro de 1977 em Kikinda) é romancista sérvio, contista, editor e professor de leitura/escrita criativa. Publicou dois romances e uma coletânea de contos, e tem contribuído como escritor e/ou editor para várias coleções de contos e revistas literárias.

## Formação
Depois de concluir o ensino médio em uma escola de música, Srdić formou-se em literatura comparativa e teoria literária pela Faculdade de Filologia da Universidade de Belgrado, onde atualmente está elaborando sua tese de doutorado sobre a literatura pós-estruturalista de Jonathan Swift.

## Carreira
Em 2007, enquanto ainda trabalhava como professor de literatura do ensino médio, Srdić ganhou seu primeiro prêmio no concurso de contos Ulaznica, e em 2009 recebeu o Prêmio Laza Lazarević destinado aos melhores escritores não publicados da Sérvia. No ano seguinte, ele foi agraciado com o Prêmio Borislav Pekić (Pekić coincidentemente é uma importante influência literária concedido por um projeto de coletânea de contos). Srdić atuou também com frequência como editor/gerente de programas do festival internacional de contos Kikinda Short.

### Campo Morto
Em 2010 Srdić publicou seu primeiro romance, uma estória de terror na estrada Campo Morto (Mrtvo polje), que recebeu diversas críticas positivas, e foi o finalista em diversos concursos de prêmios literários nacionais na Sérvia (NIN, Vital, Borisav Stanković), bem como do prêmio internacional Meša Selimović. O romance foi especialmente elogiado por sua linguagem, ou seja, por encontrar os recursos estilísticos e formais necessários para lidar com o tema, o uso das técnicas modernista (sendo comparado com Ulisses de Joyce) e pós-modernista, e a frequente alternância de perspectiva e de crônica.
Situada em época de guerra na Sérvia em 1993, a trama segue várias linhas convergentes da estória, Pablo e Paolo viajando de Belgrado até a Kikinda, Kikinda, escapando do alistamento militar, um devido a sua apropriação idiossincrática das ideologias violentas do entorno, o outro a segui-lo sem rumo, Stela fazendo a mesma viagem na direção oposta, e um capitão militar quase psicopata mostrando a influência de Cormac McCarthy. De acordo com o autor, o romance é uma tragédia, algo que fica evidente no desfecho da trama de morte inevitável e incesto, deixando a tragédia "no contexto, e não nos personagens."
Como toda a obra de Srdić, a estória depende muito da intertextualidade, gerando vínculos, além dos já mencionados, com Jerzy Kosinski, William Faulkner, Georges Bataille, Godflesh, Khanate, etc., A obra também contém uma seção de discografia e videografia.

### Espirando
Espirando: Canções para a morte  (Pesme na smrt) é composto de nove contos, e todos eles lidam de alguma forma com a morte (o processo e/ou os resquícios da morte). Publicado em 2011, o livro ganhou o prêmio Biljana Jovanović e o prêmio internacional Edo Budiša bem como várias críticas positivas, destacando sua abordagem elíptica e formalmente diversificada à linguagem, com vozes narrativas que vão desde a primeira pessoa convencional até a representação descontroladamente polifônica dos estados-limite dos personagens de luto, violência, doença, desejo sexual, suicídio, "banalidade assustadora".
A coleção apresenta inúmeras relações intertextuais, a influência proeminente de Samuel Beckett nos personagens, "completamente em conflito com o mundo", o pastiche de A Rose for Emily de Faulkner, citações de Perry Farrell, a história Zozobra, que leva o nome da música da banda Old Man Gloom, Medicine, da música da banda Jesu, as referências a Thomas Mann, Henri Michaux, Michel Houellebecq.
Todos os contos tinham sido publicados anteriormente em revistas literárias na Sérvia e Croácia. A tradução ucraniana da coletânea foi publicada em 2013, O conto Grey, Glomy Something, foi publicado em Inglês na Ofi Press Magazine, e Mosquitos foi traduzido para o albanês e publicado na antologia de contos De Belgrado, Com Amor (Nga Beogradi, me dashuri). Os contos de Srdić também foram traduzidos para o romeno, o húngaro e o polonês.

### Satori
Segundo romance de Srdić, Satori, foi publicado em 2013 pela editora KRR (Oficina Literária Rašić). O único narrador, referindo-se a si mesmo como o Motorista, deixa a cidade e suas funções sociais, relembrando e encontrando pessoas à margem da sociedade, oferecendo assim uma narrativa delongada e desconexa, com uma sensação de horror solipsista exposta através da linguagem dos personagens. "Não se trata de um romance que não diz respeito a coisa alguma, mas sim um romance sobre nada" que também lida com banalidade e ansiedade de/e liberdade, com foco em contatos do narrador com os militares, abordando, ainda que de forma oblíqua, as repercussões de crimes de guerra ("a existência da TEPT mesmo naqueles que não estavam diretamente envolvidos na guerra ").
O romance contém citações de páginas inteiras de Oblomov, Educação Sentimental, e uma entrevista com Toby Driver di Kayo Dot, The Dead Flag Blues de Godspeed You! Black Emperor, e a série de desenhos animados Stripy também tem um lugar de destaque no texto. Embora utilize recursos comuns ao (Bildungsroman) e ao romance de estrada, foi descrito pelo autor como um antiBildungsroman, em que o protagonista não aprende nada e nem chega a lugar nenhum.[carece de fontes?]
Satori foi elogiado por mostrar um aprimoramento do trabalho de Srdić, particularmente presente em uma distância irônica, anteriormente de alguma forma ausente, e por oferecer, por meio de citações, novas maneiras de se ler Satori e os próprios textos. O mesmo crítico insere o romance no contexto de um pós-mundo, invocando as citações de abertura dos pós-estruturalistas Roland Barthes e Jean-François Lyotard, e da banda de post-rock Mogwai.  Uma análise mais ambígua, embora salientando as virtudes e a importância literária de Srdić, mostrou algumas reservas sobre sua aleatoriedade proposital e sua falta de sentido.

## Outras influências
Srdić também cita David Foster Wallace, Don DeLillo, Ivo Andrić, Yukio Mishima, Biljana Jovanović, As Correções de Jonathan Franzen, Roberto Bolaño, Louis-Ferdinand Céline, Thomas Bernhard, Milan Oklopdzic, Mikhail Bulgákov come autori pertinenti per la sua lettura/scrittura.

### Romances
- Mrtvo polje. Beograd: Stubovi kulture. 2010. p. 287. ISBN 978-86-7979-308-9
- Satori. Beograd: Književna radionica Rašić. 2013. p. 215 ISBN 978-86-6351-000-5

### Contos
- Espirando. Beograd: Stubovi kulture. 2011. p. 181. ISBN 978-86-7979-346-1
- Sagorevanja. Beograd: Književna radionica Rašić. 2014. p. 169. ISBN 978-86-6351-006-7

### Antologias de contos
- Da sam Šejn. Zagreb: Konzor. 2007. p. 229-234. ISBN 978-953-224-201-0
- Kikinda Short 3.0. Kikinda: Narodna biblioteka "Jovan Popović". 2009.- como editor ISBN 978-86-7378-031-3
- Kikinda Short 04. Kikinda: Narodna biblioteka "Jovan Popović". 2010. - como editor ISBN 978-86-7378-033-7
- Kikinda Short 05 Kikinda: Narodna biblioteka "Jovan Popović".2011. - como editor ISBN 978-86-914515-0-9
- Nga Beogradi, me dashuri. Priština: MM. 2011. p. 155-172. ISBN 978-9951-516-05-1
- Izvan koridora. Zagreb: V.B.Z. d.o.o. 2011. p. 151-159. ISBN 978-9940-9215-6-9
- U znaku vampira: muške priče o krvopijama. Beograd: Paladin. 2012. p. 96-105. ISBN 978-86-87701-20-5
- Pucanja: izbor iz mlade srpske proze. Beograd: Službeni glasnik. 2012. ISBN 978-86-519-1536-2
- Putnik sa dalekog neba: Miloš Crnjanski u priči. Beograd: Laguna. 2013. p. 339-348. ISBN 978-86-521-1301-9
- Nova srpska pripovetka. Beograd: Paladin. 2013. p. 462-470. ISBN 978-86-87701-37-3
- Gavrilov princip: priče o sarajevskom atentatu. Beograd: Laguna. 2014. p. 115-129. ISBN 978-86-521-1551-8